# Stade 20 Août 1955
Stade 20 Août 1955 (Frans voor Stadion 20 augustus 1955) is een multifunctioneel stadion dat staat in de Algerijnse hoofdstad Algiers. Het stadion wordt het meest gebruikt voor voetbalwedstrijden van CR Belouizdad en OMR El Annasser. Het stadion biedt plaats aan 15.000 toeschouwers.